# Есколаїт
Есколаїт — рідкісний мінерал, оксид хрому(III) Cr2O3.

## Відкриття і прояви
Вперше есколаїт було описано в 1958 році для прояву в рудному родовищі поблизу Оутокумпу у східній Фінляндії. Він зустрічається в хромовмісних тремолітових скарнах, метаморфізованих кварцитах і хлоритоносних жилах у Фінляндії; у льодовиковій валунній глині в Ірландії та в гальці річки Меруме в Гаяні. Він також був визнаний рідкісним компонентом хондритових метеоритів.
Мінерал названий на честь фінського геолога Пентті Ескола (1883—1964).

## Структура та фізичні властивості

Молярний об'єм в залежності від тиску при кімнатній температурі.

Есколаїт кристалізується з тригональною симетрією в просторовій групі R3c і має параметри ґратки a = 4,95 Å і c = 13,58 Å при стандартних умовах. Елементарна комірка містить шість формульних одиниць. Ґратка аналогічна ґратці корунду, де Cr3+ замінює Al3+.